# Independence Pass
Der Independence Pass (dt. „Unabhängigkeitspass“) ist ein Gebirgspass im Westen des US-Bundesstaates Colorado. Der Pass liegt auf der Grenze der Countys Pitkin County und Lake County und verbindet Aspen mit Leadville.
Der Independence Pass führt über die Sawatch Range und befindet sich auf der Nordamerikanischen Wasserscheide.
Der Colorado State Highway 82 überquert den Pass.

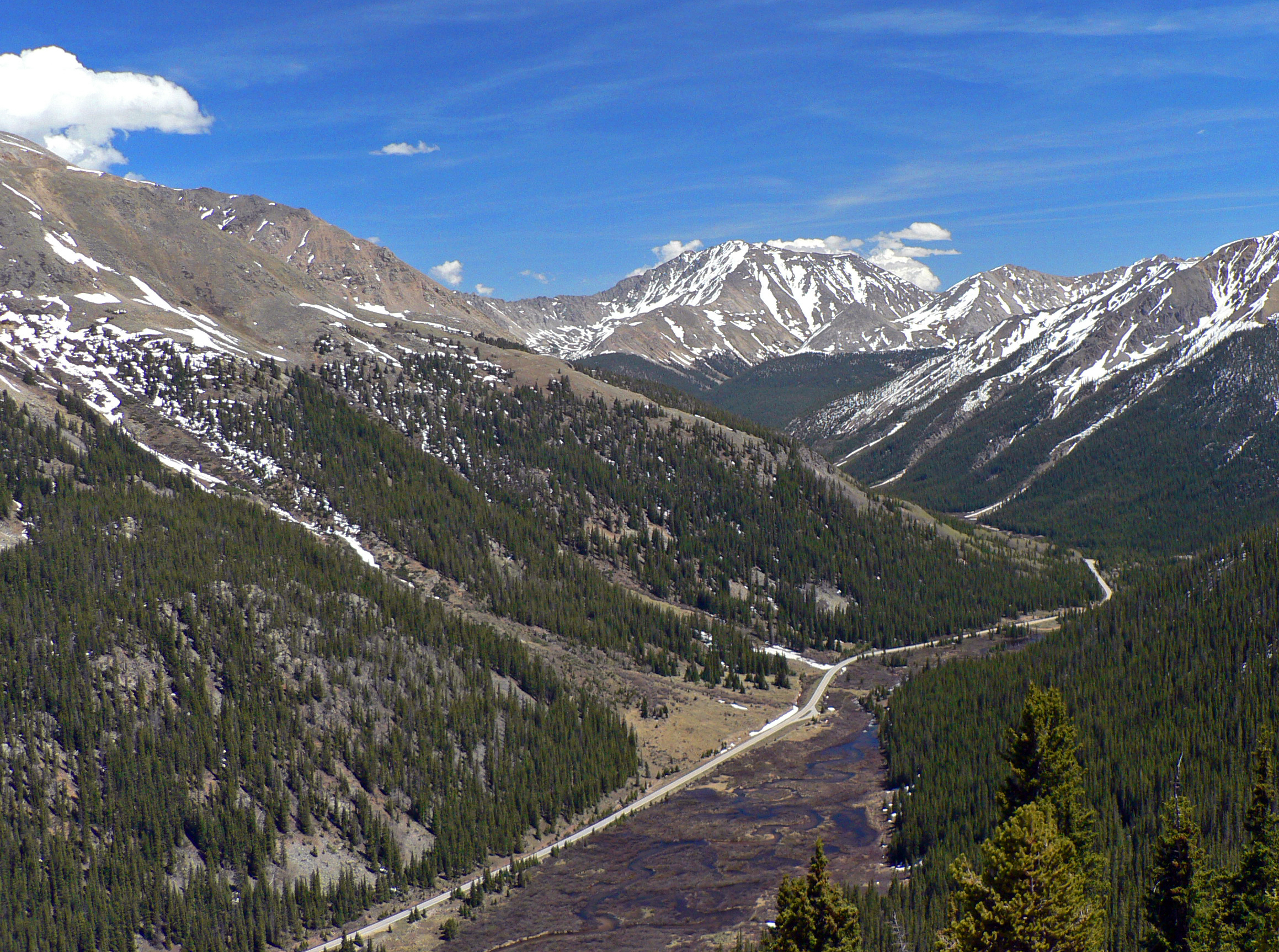
Colorade State Route 82 östlich des Passes
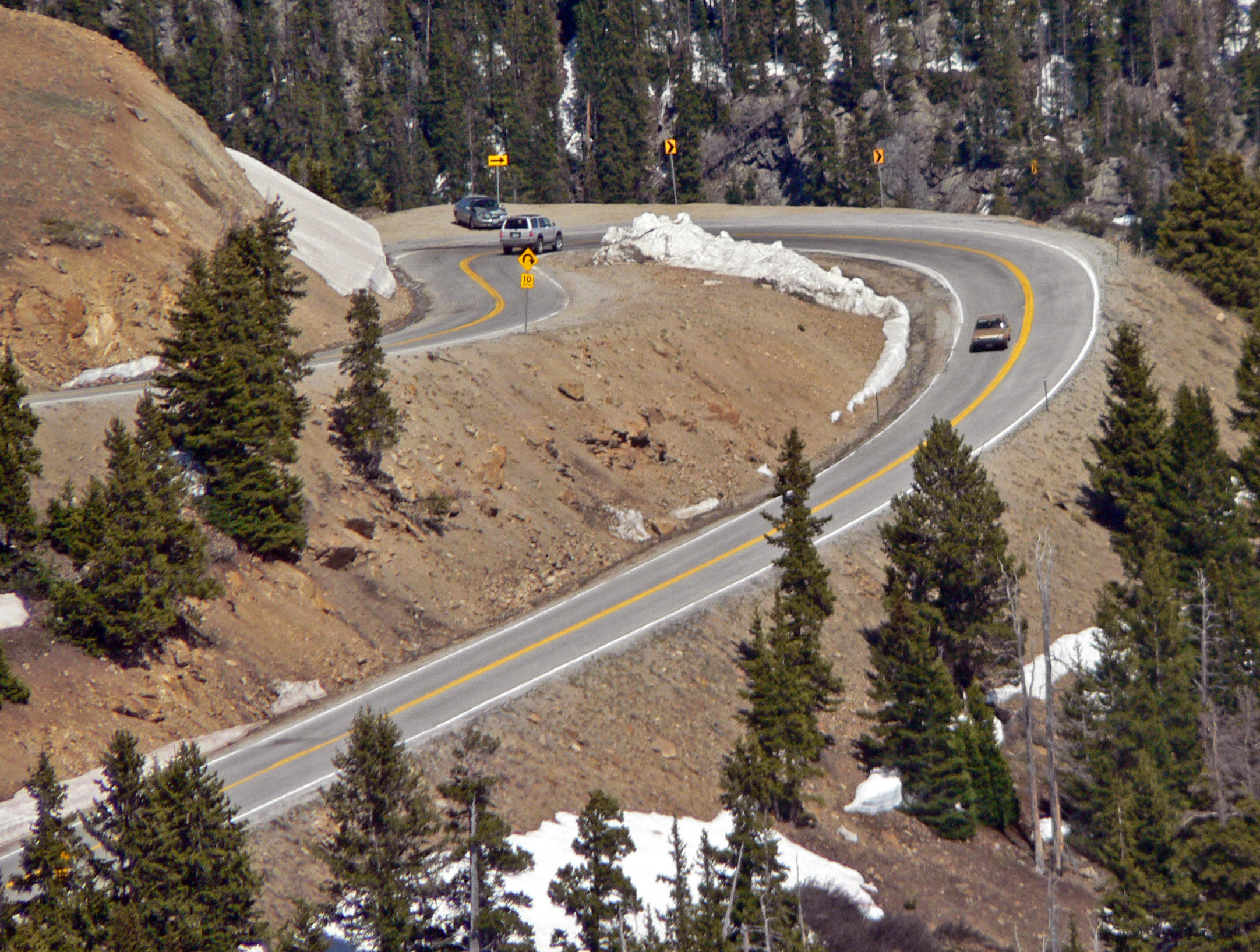
Serpentine vor dem Pass
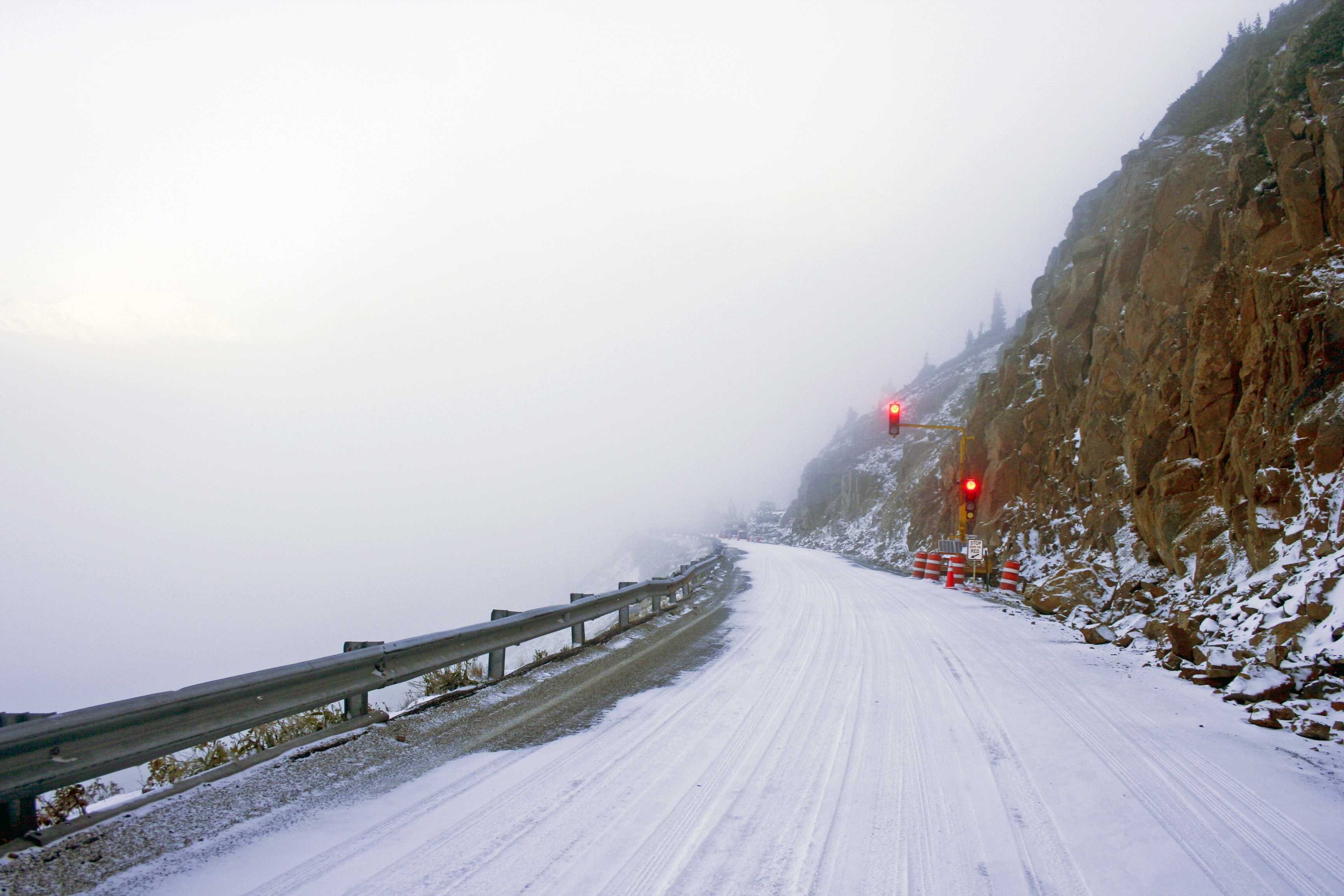
Westliche Passstraße bei Schneetreiben im September
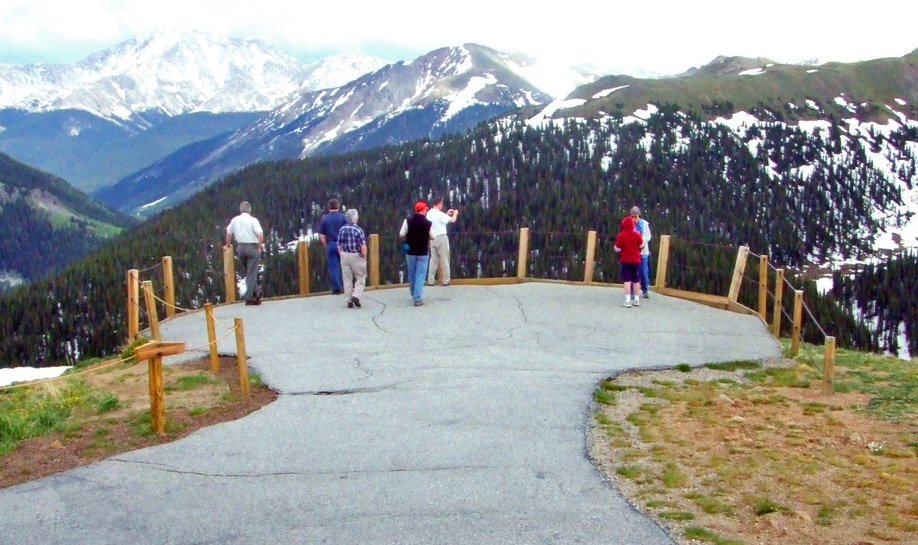
Aussichtsplattform